# 34766 Everettkroll
34766 Everettkroll è un asteroide della fascia principale. Scoperto nel 2001, presenta un'orbita caratterizzata da un semiasse maggiore pari a 2,2874098 au e da un'eccentricità di 0,1416390, inclinata di 2,96289° rispetto all'eclittica.